# Aulodina
Aulodina es un género de coleópteros de la familia Anthribidae.

## Especies
Contiene las siguientes especies:
- Aulodina alternata Frieser, 1977
- Aulodina bifax Jordan, 1939
- Aulodina lineipennis Chevr. 1877
- Aulodina tristis Wolfrum, 1953
- Aulodina unicolor Jordan, 1903